# Грудаш
Грудаш је насеље у Србији у општини Житорађа у Топличком округу. Према попису из 2022. било је 145 становника (према попису из 2011. било је 159 становника).

## Демографија
У насељу Грудаш живи 231 пунолетни становник, а просечна старост становништва износи 56,4 година (54,5 код мушкараца и 59,2 код жена). У насељу има 67 домаћинстава, а просечан број чланова по домаћинству је 2,16.
Ово насеље је у потпуности насељено Србима (према попису из 2002. године), а у последња три пописа, примећен је пад у броју становника.
|  |

| Демографија | Демографија | Демографија |
| Година      | Становника  | Становника  |
| ----------- | ----------- | ----------- |
| 1948.       | 473         |             |
| 1953.       | 498         |             |
| 1961.       | 512         |             |
| 1971.       | 477         |             |
| 1981.       | 387         |             |
| 1991.       | 307         | 307         |
| 2002.       | 280         | 280         |
| 2011.       | 159         |             |
| 2022.       | 145         |             |

| Етнички састав према попису из 2002.‍ | Етнички састав према попису из 2002.‍ | Етнички састав према попису из 2002.‍ | Етнички састав према попису из 2002.‍ | Етнички састав према попису из 2002.‍ |
| ------------------------------------ | ------------------------------------ | ------------------------------------ | ------------------------------------ | ------------------------------------ |
|                                      |                                      |                                      |                                      |                                      |
| Срби                                 | Срби                                 |                                      | 280                                  | 100,0%                               |
| непознато                            | непознато                            |                                      | 0                                    | 0,0%                                 |

| Година пописа     | 1948. | 1953. | 1961. | 1971. | 1981. | 1991. | 2002. |
| ----------------- | ----- | ----- | ----- | ----- | ----- | ----- | ----- |
| Број домаћинстава | 71    | 75    | 93    | 112   | 109   | 113   | 99    |

| Број чланова      | 1  | 2  | 3  | 4 | 5 | 6  | 7 | 8 | 9 | 10 и више | Просек |
| ----------------- | -- | -- | -- | - | - | -- | - | - | - | --------- | ------ |
| Број домаћинстава | 21 | 38 | 14 | 6 | 8 | 10 | 1 | 0 | 0 | 1         | 2,83   |

| Пол    | Укупно | Неожењен/Неудата | Ожењен/Удата | Удовац/Удовица | Разведен/Разведена | Непознато |
| ------ | ------ | ---------------- | ------------ | -------------- | ------------------ | --------- |
| Мушки  | 124    | 22               | 91           | 8              | 2                  | 1         |
| Женски | 114    | 4                | 91           | 16             | 3                  | 0         |
| УКУПНО | 238    | 26               | 182          | 24             | 5                  | 1         |

| Пол    | Укупно                    | Пољопривреда, лов и шумарство | Рибарство                            | Вађење руде и камена | Прерађивачка индустрија       |
| ------ | ------------------------- | ----------------------------- | ------------------------------------ | -------------------- | ----------------------------- |
| Мушки  | 68                        | 38                            | 0                                    | 0                    | 11                            |
| Женски | 30                        | 25                            | 0                                    | 0                    | 0                             |
| УКУПНО | 98                        | 63                            | 0                                    | 0                    | 11                            |
| Пол    | Производња и снабдевање   | Грађевинарство                | Трговина                             | Хотели и ресторани   | Саобраћај, складиштење и везе |
| Мушки  | 0                         | 6                             | 3                                    | 0                    | 1                             |
| Женски | 0                         | 0                             | 3                                    | 0                    | 1                             |
| УКУПНО | 0                         | 6                             | 6                                    | 0                    | 2                             |
| Пол    | Финансијско посредовање   | Некретнине                    | Државна управа и одбрана             | Образовање           | Здравствени и социјални рад   |
| Мушки  | 0                         | 1                             | 5                                    | 1                    | 1                             |
| Женски | 0                         | 0                             | 0                                    | 1                    | 0                             |
| УКУПНО | 0                         | 1                             | 5                                    | 2                    | 1                             |
| Пол    | Остале услужне активности | Приватна домаћинства          | Екстериторијалне организације и тела | Непознато            | Непознато                     |
| Мушки  | 0                         | 0                             | 0                                    | 1                    | 1                             |
| Женски | 0                         | 0                             | 0                                    | 0                    | 0                             |
| УКУПНО | 0                         | 0                             | 0                                    | 1                    | 1                             |